# Sint-Antonius Abtkerk (Bleckhausen)
De Sint-Antonius Abtkerk (Duits: St. Antonius der Einsiedler Kirche) is een rooms-katholieke parochiekerk in de Duitse plaats Bleckhausen, in de Landkreis Vulkaneifel, gelegen aan Hauptsraße 19.  

## Geschiedenis
De oudst bekende vermelding van de plaats Bleckhausen stamt uit 1334. Kort daarna, in de periode dat Boudewijn van Luxemburg aartsbisschop was in het aartsbisdom Trier, werd door de inwoners op eigen initiatief en met eigen financiering een kapel gebouwd. Boudewijn stierf in 1354. In 1357 werd zijn opvolger, Bohemund II van Saarbrücken verzocht de kapel in te wijden. De kapel werd een filiaalkerk van de parochie van Manderscheid en de pastoor werd verplicht eens in de twee weken de heilige mis op te dragen in Bleckhausen. Voor het ontvangen van sacramenten of voor begrafenissen moesten de inwoners van Bleckhausen wel naar Manderscheid. Het is onbekend waar deze eerste kapel werd gebouwd. Mogelijk staat de nieuwe kerk deels op de funderingen van de oude kapel of stond de kapel aan de Alte Poststraße.
In 1787 werd een nieuwe kerk gebouwd in Bleckhausen. Een deel van de kosten, 350 Reichsthaler, werd geleend van raadslid Lintz uit Manderscheid. Tussen 1794 en 1814 werd Bleckhausen bezet door Frankrijk. Onder Franse wetgeving kon Bleckhausen in 1798 een eigen pastoor aanstellen. Hieropvolgend werd Bleckhausen in 1803 erkend als zelfstandige parochie. De kapel van Schutz werd als filiaalkerk bij de parochie gevoegd.

## Gebouw
Het gebouw betrof aanvankelijk een eenvoudige eenbeukige kerk met drie vensterassen en een klein torentje op het dak. In 1856 werd de kerk verlengd met een vensteras en er werd een galerij in de kerk gebouwd. In 1964 werd een verwarmingssysteem in de kerk geplaatst. Daarnaast werd de westzijde van de kerk verhoogd en verbouwd tot klokkentoren. De twee originele gotische luidklokken uit de kleine toren, een paar van de oudste klokken in het decanaat van Trier, werden in de nieuwe toren gehangen en vier nieuwe klokken werden aangeschaft. 

## Inventaris
In 1992 werd de kerk grondig gerestaureerd. Originele muurschilderingen werden teruggebracht en het koor werd opnieuw ingedeeld naar de richtlijnen die waren ingesteld op het Tweede Vaticaanse Concilie. In het koor bevinden zich een preekstoel, een doopvont en een laat-barok retabel met houten figuren van sint Maria, sint Antonius en sint Jozef. In 1998 werd een volksaltaar in de kerk geplaatst van beeldhouwer Bettina Schmitz-Möllmann uit Kötterichen.

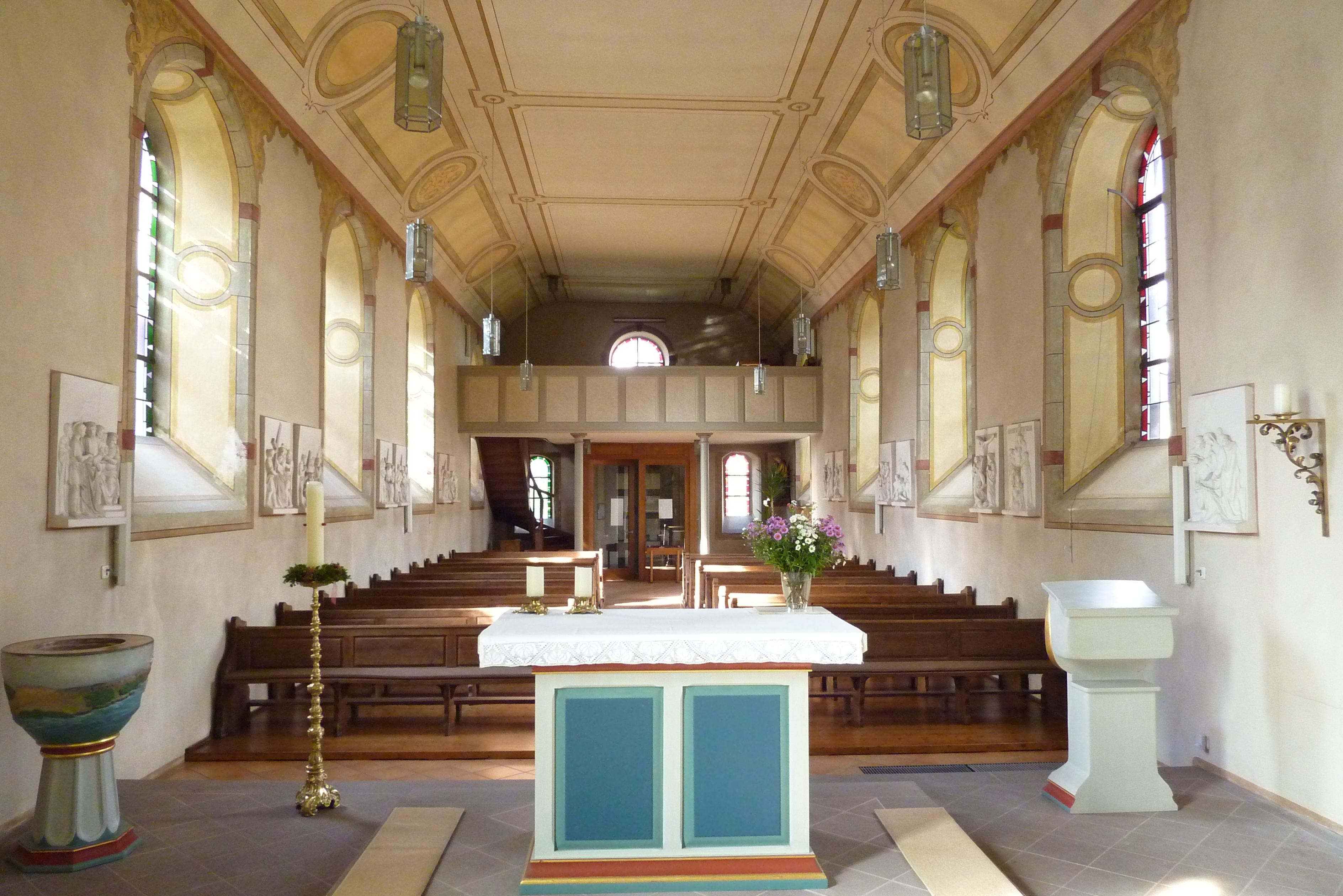
Interieur van de kerk, gezien richting het westelijke ingangsportaal
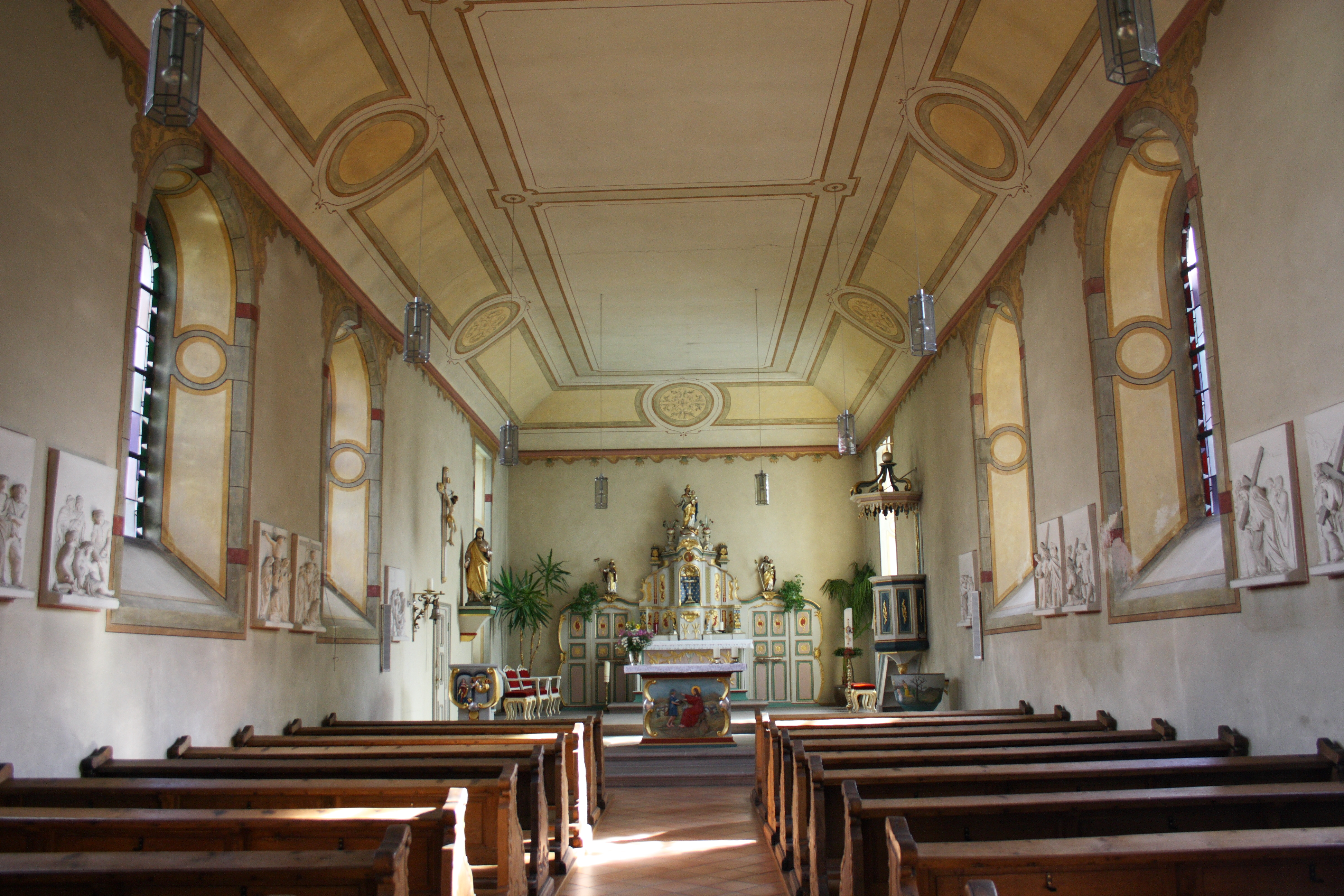
Interieur van de kerk, gezien richting het oostelijke koor.
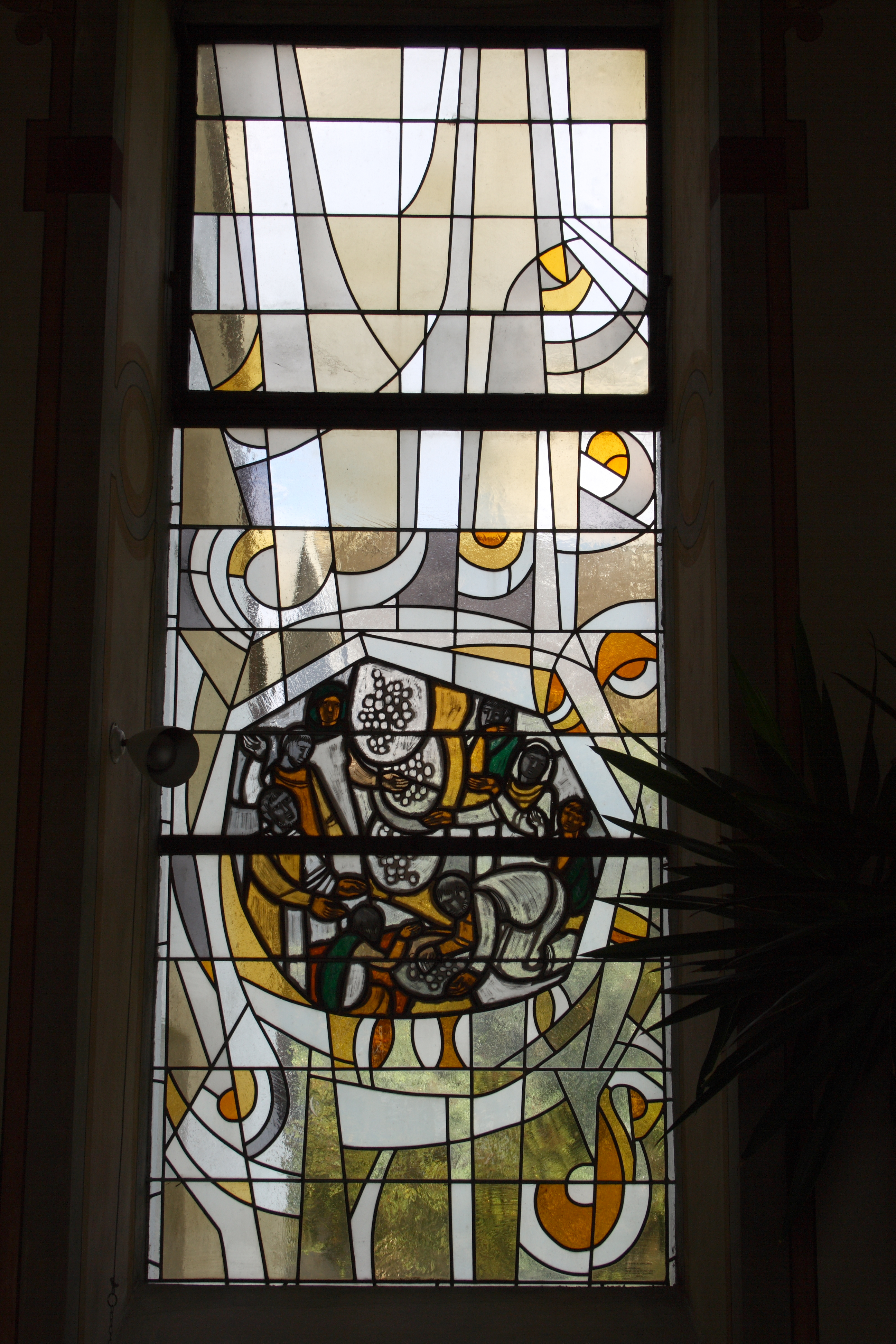
Een van de zes glas-in-loodramen in de kerk.